# 鍾成禮
鍾成禮（1921年—2009年7月），廣西玉林人，到臺灣後長年在新北市瑞芳區瑞亭小學擔任工友與警衛，去世前將遺產捐出給瑞亭小學。

## 生平
據新北市瑞亭國小教師吳鴻霖表示，鍾成禮生於1921年，廣西省鬱林縣人，不識字且獨身。1949年，鍾成禮隨軍隊到臺灣。1958年8月，他擔任瑞亭國小工友。
在校期間，鍾成禮住在瑞亭國小大門左側平房。前校長賴金河回憶，鍾成禮對自己省吃儉用，對學生大方，除作饅頭給學生吃外，還會拿錢給清寒學生。1982年8月1日，鍾成禮退休時，因在臺灣無親無故，校友和家長懇請學校讓他轉任警衛並繼續住在學校。兩岸開放後，他曾回玉林探親過一次。
2000年，鍾成禮因年事已高，轉到宜蘭縣蘇澳鎮榮民醫院安養。2009年6月17日，賴金河和前總務主任姜子明、校友蘇有德和家長會長楊志通探望時，鍾成禮表明要將積蓄新台幣兩百萬元捐給學校。當時在前總務主任姜子明等人見證下，以口述、在聲明書蓋章方式立下遺囑。一個月後，鍾成禮過世。骨灰安放於台北市南港區軍人公墓忠靈堂忠義二室。

## 身後

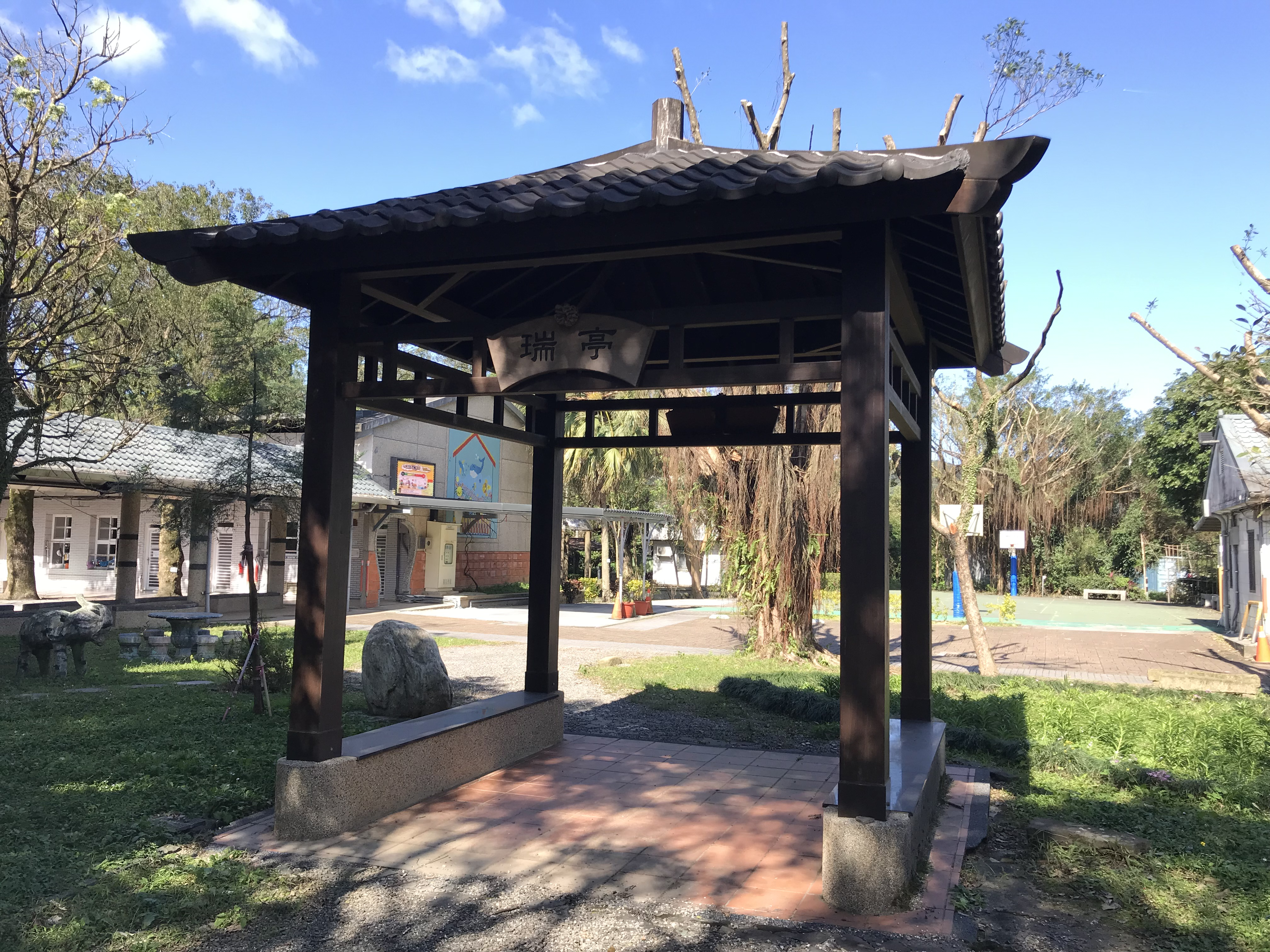
瑞亭國小鍾成禮紀念亭

過世後，依法成鍾成禮遺產管理人的退輔會台北榮民之家，主張捐證聲明書屬代筆遺囑，且瑞亭國小未舉證捐贈證明書是否為本人親自蓋章、未確認當時人精神狀況是否清楚，且是否仍有其他繼承人，故不能交付兩百萬元。2011年6月底辯論終結，7月30日，賴金河獲悉法院判校方勝訴。板橋地院法官認為，此為贈與契約而非遺囑，故台北榮家無法以遺產管理等相關法令拒絕，且聲明書至少有四人見證。除鍾成禮遺產作該校的獎學金外，日後，1967年就在瑞亭國小服務的姜子明於95歲去世時，家屬也捐款成立獎學金。
2015年，鍾禮紀念亭發包建立時，校長張宗義補充解釋也紀念當地地名四腳亭。該地地名由來，就源於瑞亭國小旁四腳亭埔路的茅亭，但因道路拓寬拆除。2015年5月24日，瑞亭國小創校百年慶，由市長朱立倫舉行揭幕。2020年清明節前，校長梁榮仁、前校長賴金河、教師梁榮仁等到南港山祭拜鍾成禮。